# Swetlana Borissowna Moissejewa
Swetlana Borissowna Moissejewa (russisch Светлана Борисовна Моисеева; * 27. Juli 1928 in Taschkent) ist eine sowjetische bzw. russische Architektin.

## Leben
Moissejewas Vater Boris Jakowlewitsch Moissejew war Wasserbauingenieur und wurde 1920 nach Zentralasien geschickt, war am Bau des Nurek-Wasserkraftwerks und anderer Wasserkraftwerke beteiligt und wurde 1955 Direktor der Zentralasien-Abteilung des Hydroprojekts. Die Mutter Jewgenija Michailowna geborene Tscheikina war nach einem Musik-Studium an der Universität von Paris nach Taschkent gekommen, wo die Kartografie-Expedition ihres Vaters Michail Iljitsch Tscheikin stationiert war.
Moissejewa wurde 1936 eingeschult. Im Deutschen Angriffskrieg arbeitete sie ehrenamtlich in der chirurgischen Abteilung eines der vielen Krankenhäuser in Taschkent und lernte abends. Nach dem Schulabschluss 1946 mit Goldmedaille begann sie in Taschkent das Studium am Zentralasiatischen Polytechnischen Institut in der Architektur-Abteilung.
Wegen des Fachkräftemamgels in den 1950er Jahren wurde Moissejewa 1952 mit ihren Kommilitonen dem usbekischen staatlichen Projektierungsinstitut für Dorfaufbau Usgiproselstroi zugeteilt. Zusammen mit einem Ökonomen und einem Geodäten bereiste sie die Orte für künftige Baumaßnahmen und prüfte die landschaftlichen Besonderheiten, die lokalen Bautraditionen und die Schönheiten der Natur für eine individuelle Dorfentwicklung. Sie wurde 1953 in den Architektenverband der UdSSR aufgenommen.
Mit Erfolg bewarb sich Moissejewa um die ausgeschriebene 'Stelle des Leiters des Sektors für Multifunktionsgebäude des neuen Bauwesen-Forschungsinstituts in Taschkent. Für Mikrorajons in Taschkent und Duschanbe projektierte sie lokal geprägte Zentren mit Multifunktionsgebäude, Hotel und Teehaus.
Im Taschkenter zonalen Forschungsinstitut für experimentelle Projektierung TaschSNIIEP beschäftigte Moissejewa sich mit neuen Typen öffentlicher Gebäude. Sie verteidigte 1965 ihre Kandidat-Dissertation über Planung und Bau öffentlicher Zentren der bewässerten Rajons Usbekistans mit Erfolg für die Promotion zur Kandidatin der Architekturwissenschaften. Nach dem Erdbeben von Taschkent 1966 beteligte sie sich an der Projektierung eines Mahalla-Mikrorajons.
Als in Moskau das zentrale Forschungsinstitut für experimentelle Zivil- und Siedlungsbauprojektierung ZNIIEPGraschdanSelStroi gegründet wurde, durchlief Moissejewa erfolgreich den Auswahlwettbewerb für die Leitung der Abteilung für öffentliche Gebäude mit dem Recht, nach Moskau zu wechseln. Ab August 1970 arbeitete sie nun dort bis 2012. Sie verteidigte 1985 erfolgreich ihre Doktor-Dissertation über die Prinzipien der Entwicklung der Architektur des öffentlichen Siedlungszentrums für die Promotion zur Doktorin der Architekturwissenschaften.
Im Auftrag des staatlichen Baukomitees der Mongolei klärte Moissejewa auf drei Reisen die Möglichkeiten für die Versorgung eines ländlichen Gebiets mit Dienstleistungen. Wegen der dünnen Besiedlung schlug sie einen mobilen Dienst zur Versorgung der Jurten vor. In Ungarn  arbeitete sie mit den Instituten für Siedlungswesen und Typologue zusammen, wobei das Dorf Hortobágy mit der Restaurierung der Neunbögigen Brücke im Mittelpunkt stand.
Nach der Gründung der Russischen Akademie für Architektur und Bauwissenschaften (RAASN) wurde Moissejewa 1994 zur Beraterin dieser Akademie gewählt und 2005 zu deren Ehrenmitglied. Das  ZNIIEPGraschdanSelStroi vereinbarte mit der RAASN vertraglich die Zusammenarbeit für die Entwicklung der ländlichen Siedlungen außerhalb des russischen Schwarzerdegebiets.
Ab Anfang der 2000er Jahre konzentrierte sich das ZNIIEPGraschdanSelStroi auf Stadtplanung und hieß nun ZNIIEPGraschdanStroi.
Moissejewa war mit dem Elektroingenieur Jewgeni Issaakowitsch Blank († 2012) verheiratet. Ihr Sohn Kirill Jewgenjewitsch Blank wurde Jurist.

## Ehrungen, Preise
- Medaille „Für heldenmütige Arbeit im Großen Vaterländischen Krieg 1941–1945“[1]
- Bronze- und Silbermedaillen der Ausstellung der Errungenschaften der Volkswirtschaft der UdSSR[1]
- Verdiente Architektin der Russischen Föderation (2000)[3]